# Cary Christopher
Cary Christopher (* 2015 in Los Angeles, Kalifornien) ist ein US-amerikanischer Kinderdarsteller.

## Leben und Karriere
Cary Christopher wurde 2015 in Los Angeles geboren. Bereits als Kleinkind sammelte er erste Erfahrungen als Fotomodel, ehe er mit drei Jahren sein Schauspieldebüt in der Fernsehserie Mr. Mom (2019) gab. Wenig später erhielt er die wiederkehrende Rolle des Thomas DiMera in der Seifenoper Zeit der Sehnsucht, für dessen Verkörperung er 2023 für einen Daytime Emmy Award als bester Kinderdarsteller nominiert wurde. Es folgten Gastauftritte in Fernsehserien wie 9-1-1, Fuller House, American Horror Stories, Station 19, Navy CIS, The Rookie und High Potential, ehe Christopher 2025 sein Spielfilmdebüt in Zach Creggers Horrorthriller Weapons – Die Stunde des Verschwindens gab.
Zu Christophers angekündigten Projekten zählen die Superheldenserien Spider-Noir an der Seite von Nicolas Cage und Lanterns innerhalb des DC Universe, die Dramaserie It’s Not Like That und Jonah Hills Filmkomödie Outcome.
In seiner Freizeit spielt Christopher in der Little League Baseball.

## Filmografie (Auswahl)
- 2019: Mr. Mom (Fernsehserie, 11 Folgen)
- 2020: 9-1-1 (Fernsehserie, Folge 3x15)
- 2020: Fuller House (Fernsehserie, Folge 5x15)
- 2020: Mank
- seit 2020: Zeit der Sehnsucht (Days of Our Lives, Seifenoper)
- 2021: American Horror Stories (Fernsehserie, Folge 1x04)
- 2021: Station 19 (Fernsehserie, Folge 5x03)
- 2024: Navy CIS (NCIS, Fernsehserie, Folge 21x06)
- 2024: The Rookie (Fernsehserie, 2 Folgen)
- 2024: High Potential (Fernsehserie, Folge 1x05)
- 2025: Weapons – Die Stunde des Verschwindens (Weapons)